# SG VTB/Altjührden
Die HSG Varel ist eine deutsche Handballspielgemeinschaft im Norddeutschen Handballverband mit Sitz in der Stadt Varel im niedersächsischen Landkreis Friesland.
Die Spielgemeinschaft wechselte im Laufe ihrer Geschichte mehrfach ihre Zusammensetzung und ihre Bezeichnung: Sie spielte nach dem 1974 erfolgten Zusammenschluss der Handballabteilungen des Vareler Turnerbundes und des TV Altjührden fast 30 Jahre lang unter dem Namen SG VTB/Altjührden (Spielgemeinschaft Vareler Turnerbund/Altjührden), ehe die Handballsparten der beiden Teilvereine gemeinsam mit den Handballabteilungen der Vareler Vereine TuS Obenstrohe und TuS Dangastermoor im Jahre 2002 die HSG Varel gründeten. Die neue Spielgemeinschaft übernahm das Spielrecht der SG VTB/Altjührden für die 2. Handball-Bundesliga und änderte ihren Namen nach dem Abstieg 2011 in HSG Varel-Friesland. Ab dem 1. Juli 2016 spielte die SG VTB/Altjührden wieder als Spielgemeinschaft des Vareler Turnerbundes und des TV Altjührden unter ihrem ursprünglichen Namen. Seit dem 1. Juli 2023 tritt sie wieder als Handballspielgemeinschaft des Vareler Turnerbundes, des TV Altjührden und des TuS Obenstrohe unter dem Namen HSG Varel an. In der Saison 2024/25 tritt sie in der Solarservice Norddeutschland Regionalliga an. Wirtschaftlicher Träger der Spielgemeinschaft ist die HSG Varel-Friesland UG.
Insgesamt nahm die Spielgemeinschaft als SG VTB/Altjührden und als HSG Varel in 24 Spielzeiten (1981/82, 1984 bis 1995, 1999 bis 2011) an der 2. Handball-Bundesliga teil. Nur der TV Emsdetten, der TV Hüttenberg, der EHV Aue und der Dessau-Roßlauer HV spielten länger in dieser seit 1981 bestehenden zweithöchsten Spielklasse im deutschen Herren-Handball. In der Ewigen Tabelle der 2. Handball-Bundesliga seit ihrer Gründung belegt die HSG Varel unter 170 Vereinen den 15. Platz. Zu den bekanntesten Spielern, die das Trikot der HSG Varel bzw. SG VTB/Altjührden trugen, zählen die späteren deutschen Nationalspieler Jan Fegter und Johannes Bitter. Ihre Spiele bestreitet die HSG Varel in der Altjührdener Manfred-Schmidt-Sporthalle mit etwa 1200 Sitzplätzen; die frühere Pfeilerhalle wurde am 24. November 2006 nach dem langjährigen Handballförderer Manfred Schmidt benannt, der durch sein Möbelhaus maschal überregional bekannt geworden ist und den Bau der Halle in den 70er-Jahren maßgeblich unterstützt hatte.

## Geschichte des Vereins

### 1976 bis 1995: Etablierung des Vereins in der 2. Liga und Abstieg in die Regionalliga
| Saisonbilanzen 1976–1995                                                                      | Saisonbilanzen 1976–1995 | Saisonbilanzen 1976–1995 | Saisonbilanzen 1976–1995 | Saisonbilanzen 1976–1995 | Saisonbilanzen 1976–1995 |
| Saison                                                                                        | Platz                    | Tore                     | Diff.                    | Punkte                   | Pokal                    |
| --------------------------------------------------------------------------------------------- | ------------------------ | ------------------------ | ------------------------ | ------------------------ | ------------------------ |
| Regionalliga Nord 1976/77                                                                     | 9/12                     | 331 : 347                | - 16                     | 17 : 23                  | 1R                       |
| Regionalliga Nord 1977/78                                                                     | 5/12                     | 430 : 397                | + 33                     | 25 : 19                  | --                       |
| Regionalliga Nord 1978/79                                                                     | 2/14                     | 482 : 398                | + 84                     | 40 : 12                  | --                       |
| Regionalliga Nord 1979/80                                                                     | 7/14                     | 452 : 446                | + 6                      | 29 : 23                  | --                       |
| Regionalliga Nord 1980/81                                                                     | 3/14                     | 554 : 480                | + 74                     | 36 : 16                  | --                       |
| 2. Handball-Bundesliga Nord 1981/82                                                           | 10/12                    | 423 : 431                | - 8                      | 19 : 25                  | 1R                       |
| Regionalliga Nord 1982/83                                                                     | 2/14                     | 624 : 532                | + 92                     | 40 : 12                  | 1R                       |
| Regionalliga Nord 1983/84                                                                     | 1/14                     | 599 : 493                | +106                     | 42 : 10                  | --                       |
| 2. Handball-Bundesliga Nord 1984/85                                                           | 6/14                     | 598 : 591                | + 7                      | 29 : 23                  | 2R                       |
| 2. Handball-Bundesliga Nord 1985/86                                                           | 6/14                     | 568 : 571                | - 3                      | 27 : 25                  | 1R                       |
| 2. Handball-Bundesliga Nord 1986/87                                                           | 6/14                     | 564 : 561                | + 3                      | 27 : 25                  | VF                       |
| 2. Handball-Bundesliga Nord 1987/88                                                           | 12/14                    | 556 : 543                | + 13                     | 19 : 33                  | 1R                       |
| 2. Handball-Bundesliga Nord 1988/89                                                           | 8/14                     | 525 : 536                | - 11                     | 25 : 27                  | 1R                       |
| 2. Handball-Bundesliga Nord 1989/90                                                           | 9/14                     | 553 : 542                | + 11                     | 26 : 26                  | 2R                       |
| 2. Handball-Bundesliga Nord 1990/91                                                           | 7/14                     | 522 : 546                | - 24                     | 25 : 27                  | AF                       |
| 2. Handball-Bundesliga Nord 1991/92                                                           | 5/14                     | 640 : 507                | +133                     | 34 : 18                  | 4R                       |
| 2. Handball-Bundesliga Nord 1992/93                                                           | 9/14                     | 537 : 540                | - 3                      | 26 : 26                  | 2R                       |
| 2. Handball-Bundesliga Nord 1993/94                                                           | 14/18                    | 742 : 809                | - 67                     | 24 : 44                  | AF                       |
| 2. Handball-Bundesliga Nord 1994/95                                                           | 17/18                    | 736 : 913                | -177                     | 8 : 60                   | 2R                       |
| rot unterlegt: Abstieg gelb unterlegt: Teilnahme an Aufstiegsspielen grün unterlegt: Aufstieg |                          |                          |                          |                          |                          |

Nach dem Zusammenschluss der Handballabteilungen des Vareler Turnerbundes und des TV Altjührden im Jahre 1974 sowie der beginnenden Förderung des Vereins durch das ortsansässige Möbelhaus maschal firmierte die Handballmannschaft zunächst unter dem neuen Namen SG VTB/Maschal. Erster Trainer war der Jugoslawe Leopold „Leo“ Jeras. 1976 stieg die Mannschaft als SG VTB/Altjührden erstmals in die Regionalliga, die damals noch zweithöchste Spielklasse, auf. In den folgenden Jahren erreichte die Mannschaft in der Regel Platzierungen im Mittelfeld der Tabelle. Als Dritter der Abschlusstabelle der Spielzeit 1980/81 qualifizierte sich die SG VTB/Altjührden dann für die 1981 neu gegründete 2. Handball-Bundesliga, die die Regionalliga als zweithöchste deutsche Spielklasse ablöste. Ihre erste von insgesamt 24 Spielzeiten in der 2. Handball-Bundesliga schloss die Spielgemeinschaft allerdings als Drittletzter ab, sodass es direkt zurück in die nun drittklassige Regionalliga ging.
Es dauerte nur zwei Jahre, bis die SG VTB/Altjührden in die 2. Handball-Bundesliga zurückkehrte: Nachdem die Mannschaft die Spielzeit 1982/83 noch hinter dem VfL Hameln als Tabellenzweiter abgeschlossen hatte und in den anschließenden Aufstiegsspielen an Bayer Dormagen gescheitert war, gelang am Ende der Saison 1983/84 unter dem langjährigen Spielertrainer Nikola „Niko“ Beslac der Wiederaufstieg. Nach der Rückkehr in das Unterhaus etablierte sich die Mannschaft Ende der 80er- und Anfang der 90er-Jahre als dauerhaftes Mitglied in der 2. Handball-Bundesliga Nord und stabilisierte sich im Mittelfeld der Liga. Zwischen 1987 und 1990 spielte auch der spätere Nationalspieler Jan Fegter für die SG VTB/Altjührden. Die beste Platzierung während dieser elfjährigen Zweitligazugehörigkeit war ein 5. Platz in der Saison 1991/92.
Nach der Aufstockung der Liga von 14 auf 18 Mannschaften rutschte die SG VTB/Altjührden dann allerdings in der Tabelle ab. Konnte sich die Mannschaft am Ende der Saison 1993/94 mit einem Sieg am letzten Spieltag noch knapp vor dem Abstieg retten, stand sie am Ende der Spielzeit 1994/95 deutlich abgeschlagen auf dem 17. Platz und musste – gemeinsam mit dem Lokalrivalen PSV Wilhelmshaven (heute: Wilhelmshavener HV) – den Gang in die Regionalliga antreten.
Als Zweitligist trat die SG VTB/Altjührden in dieser Zeit in jedem Jahr im DHB-Pokal an. Dreimal konnte die Mannschaft größere Erfolge erzielen: In der Saison 1986/87 scheiterte sie erst im Viertelfinale am Bundesligisten HSG TuRU Düsseldorf, in den Spielzeiten 1990/91 bzw. 1993/94 jeweils im Achtelfinale an den Bundesligisten TBV Lemgo und TV Großwallstadt.

### 1995 bis 2011: Wiederaufstieg, Spitzengruppe der 2. Liga und erneuter Abstieg
| Saisonbilanzen 1995–2011                                                                      | Saisonbilanzen 1995–2011 | Saisonbilanzen 1995–2011 | Saisonbilanzen 1995–2011 | Saisonbilanzen 1995–2011 | Saisonbilanzen 1995–2011 |
| Saison                                                                                        | Platz                    | Tore                     | Diff.                    | Punkte                   | Pokal                    |
| --------------------------------------------------------------------------------------------- | ------------------------ | ------------------------ | ------------------------ | ------------------------ | ------------------------ |
| Regionalliga Nord 1995/96                                                                     | 9/14                     | 615 : 577                | + 38                     | 26 : 36                  | 2R                       |
| Regionalliga Nord 1996/97                                                                     | 3/14                     | 660 : 564                | + 96                     | 40 : 12                  | 2R                       |
| Regionalliga Nord 1997/98                                                                     | 2/14                     | 728 : 649                | + 79                     | 36 : 16                  | 3R                       |
| Regionalliga Nord 1998/99                                                                     | 1/14                     | 841 : 649                | +192                     | 50 : 10                  | 1R                       |
| 2. Handball-Bundesliga Nord 1999/00                                                           | 5/18                     | 711 : 694                | + 17                     | 36 : 28                  | 1R                       |
| 2. Handball-Bundesliga Nord 2000/01                                                           | 3/17                     | 791 : 746                | + 45                     | 43 : 21                  | 1R                       |
| 2. Handball-Bundesliga Nord 2001/02                                                           | 3/19                     | 751 : 643                | + 108                    | 52 : 20                  | 3R                       |
| 2. Handball-Bundesliga Nord 2002/03                                                           | 8/18                     | 925 : 923                | + 2                      | 36 : 32                  | 2R                       |
| 2. Handball-Bundesliga Nord 2003/04                                                           | 12/18                    | 897 : 955                | - 58                     | 30 : 38                  | 1R                       |
| 2. Handball-Bundesliga Nord 2004/05                                                           | 17/18                    | 904 :1000                | - 96                     | 15 : 53                  | AF                       |
| 2. Handball-Bundesliga Nord 2005/06                                                           | 16/20                    | 1018 :1062               | - 44                     | 29 : 47                  | 2R                       |
| 2. Handball-Bundesliga Nord 2006/07                                                           | 11/18                    | 897 : 934                | - 37                     | 32 : 36                  | 3R                       |
| 2. Handball-Bundesliga Nord 2007/08                                                           | 10/18                    | 924 : 943                | - 19                     | 30 : 38                  | 3R                       |
| 2. Handball-Bundesliga Nord 2008/09                                                           | 6/18                     | 1018 : 963               | + 55                     | 44 : 22                  | 1R                       |
| 2. Handball-Bundesliga Nord 2009/10                                                           | 10/17                    | 900 : 898                | + 2                      | 29 : 35                  | 1R                       |
| 2. Handball-Bundesliga Nord 2010/11                                                           | 15/17                    | 814 : 914                | -100                     | 17 : 47                  | 3R                       |
| rot unterlegt: Abstieg gelb unterlegt: Teilnahme an Aufstiegsspielen grün unterlegt: Aufstieg |                          |                          |                          |                          |                          |

Nach einem 9. Platz im ersten Regionalliga-Jahr nach dem Abstieg nahm die SG VTB/Altjührden in den Folgejahren zweimal an den damals stattfindenden Aufstiegsspielen zur 2. Bundesliga teil, scheiterte aber in der Saison 1996/97 im Halbfinale am PSV Wilhelmshaven und in der Saison 1997/98 im Finale an Eintracht Hildesheim. Im vierten Regionalliga-Jahr legte die SG VTB/Altjührden mit Trainer Peter Kalafút, Rückraumspieler Arkadiusz „Arek“ Blacha und Torwart Aleksandr „Sascha“ Vorontsov dann mit einem Auswärtssieg in Wilhelmshaven den Grundstein für den Wiederaufstieg in die 2. Handball-Bundesliga: Am Ende der Saison – die Aufstiegsspiele waren vor der Saison wieder abgeschafft worden – stand die Mannschaft zwei Punkte vor dem Lokalkonkurrenten.
Nach der erfolgreichen Rückkehr in die 2. Handball-Bundesliga spielte die Mannschaft dort zunächst drei Jahre lang an der Spitze der Liga mit, u. a. mit dem späteren Nationaltorhüter und Weltmeister Johannes Bitter im Tor. Oftmals kamen mehr als 1000 Zuschauer in die Pfeilerhalle, zu den Derbys gegen den Wilhelmshavener HV sogar mehr als 1200. Die Kulisse wurde in der Presse gelegentlich als Hölle des Nordens bezeichnet und es gelangen zwischen dem 18. März 2000 und dem 3. Februar 2001 13 Heimsiege in Folge. Unter den Trainern Spasoje „Mane“ Skercevic, Michail Wassiljew und schließlich Arek Blacha als Spielertrainer erreichte die Mannschaft in den Spielzeiten 1999/00, 2000/01 und 2001/02 einen 5. Platz und zwei 3. Plätze, sodass diese Jahre die aus sportlicher Sicht erfolgreichste Zeit der Spielgemeinschaft widerspiegeln.
2002 erfolgte dann die Neugründung der HSG Varel durch die vier Vareler Vereine Vareler Turnerbund, TuS Obenstrohe, TuS Dangastermoor und TV Altjührden. In den Folgejahren rutschte die neue Spielgemeinschaft allerdings in der Tabelle der 2. Handball-Bundesliga ab, am Ende der Saison 2004/05 entging man dem sportlichen Abstieg sogar nur aufgrund von Lizenzentzügen anderer Vereine. Das große Zuschauerinteresse blieb aber bestehen: Bei Spielen mit wesentlich höherer Zuschauerresonanz zog die Mannschaft von nun an gelegentlich sogar in die EWE Arena nach Oldenburg um, etwa anlässlich der Derbys gegen den OHV Aurich oder den Wilhelmshavener HV. Im Anschluss an den zwischenzeitlichen tabellarischen Tiefpunkt des Jahres 2005 wurden dann zeitweise auch wieder deutlich bessere Platzierungen erzielt: Die Saison 2008/09 – mittlerweile betreute erneut der ehemalige Aufstiegstrainer Peter Kalafút die Mannschaft – wurde sogar wieder auf Platz 6 beendet, bevor am Ende der Spielzeit 2010/11 die eingleisige 2. Handball-Bundesliga gegründet wurde, für die die HSG Varel keinen Lizenzantrag stellte. Ohnehin erreichte die Spielgemeinschaft in ihrer letzten Zweitligasaison aber nur den 15. Tabellenplatz und qualifizierte sich damit auch sportlich nicht für die eingleisige 2. Handball-Bundesliga.
Im DHB-Pokal erreichte die SG VTB/Altjührden bzw. die HSG Varel während dieser zweiten längeren Zweitligazugehörigkeit siebenmal die 2. oder 3. Runde, schied dort aber einige Male gegen Bundesligisten aus, so 2001/02 gegen den TBV Lemgo (20:29) oder 2002/03 gegen den HSV Hamburg (20:24). Eine Überraschung gelang einzig in der Fast-Abstiegssaison 2004/05, als die HSG Varel in der 3. Runde den Bundesligisten HSG Düsseldorf, an dem man 1987 noch im Viertelfinale gescheitert war, nach doppelter Verlängerung mit 33:32 bezwang und in das Achtelfinale vorstieß, wo die Mannschaft dann aber an Frisch Auf Göppingen (26:38) scheiterte.

### Seit 2011: 3. Liga und Oberliga
| Saisonbilanzen 2011–heute                                                                             | Saisonbilanzen 2011–heute | Saisonbilanzen 2011–heute | Saisonbilanzen 2011–heute | Saisonbilanzen 2011–heute | Saisonbilanzen 2011–heute |
| Saison                                                                                                | Platz                     | Tore                      | Diff.                     | Punkte                    | Pokal                     |
| --- | ------------------------- | ------------------------- | ------------------------- | ------------------------- | ------------------------- |
| 3. Liga West 2011/12                                                                                  | 12/16                     | 798 : 802                 | - 4                       | 25 : 35                   | 1R                        |
| 3. Liga West 2012/13                                                                                  | 6/16                      | 748 : 696                 | + 52                      | 32 : 24                   | --                        |
| 3. Liga West 2013/14                                                                                  | 8/16                      | 772 : 763                 | + 9                       | 30 : 30                   | --                        |
| 3. Liga Nord 2014/15                                                                                  | 12/16                     | 736 : 771                 | - 35                      | 24 : 36                   | --                        |
| 3. Liga West 2015/16                                                                                  | 10/16                     | 771 : 804                 | - 33                      | 27 : 33                   | --                        |
| 3. Liga Nord 2016/17                                                                                  | 14/16                     | 789 : 864                 | - 75                      | 20 : 40                   | --                        |
| Oberliga Nordsee 2017/18                                                                              | 1/14                      | 717 : 624                 | + 93                      | 44 : 8                    | --                        |
| 3. Liga West 2018/19                                                                                  | 14/16                     | 725 : 839                 | -114                      | 15 : 45                   | --                        |
| Oberliga Nordsee 2019/20                                                                              | 4/14                      | 547 : 512                 | + 35                      | 23 : 17                   | --                        |
| Oberliga Nordsee 2020/21                                                                              | 3/14                      | 54 : 49                   | + 5                       | 4 : 0                     | --                        |
| Oberliga Nordsee 2021/22                                                                              | 2/13                      | 624 : 571                 | + 53                      | 37 : 11                   | 2R                        |
| Oberliga Nordsee 2022/23                                                                              | 5/14                      | 733 : 699                 | + 34                      | 28 : 24                   | --                        |
| Oberliga Nordsee 2023/24                                                                              | 4/14                      | 803 : 668                 | + 135                     | 39 : 13                   | --                        |
| Regionalliga NS 2024/25                                                                               | 1/14                      | 756 : 628                 | + 128                     | 44 : 8                    | --                        |
| rosa unterlegt: Abstieg grün unterlegt: Aufstieg grau unterlegt: Saisonabbruch Stand: 10. August 2022 |                           |                           |                           |                           |                           |

Nach dem Abstieg in die 3. Liga benannte sich die Spielgemeinschaft in HSG Varel-Friesland um. Aufgrund der geographischen Lage im Nordwesten spielte die Mannschaft in den folgenden Jahren abwechselnd in der Nord- und in der West-Staffel der 3. Liga. Sie traf dabei hin und wieder auf langjährige Gegner aus Zweitligazeiten wie den Wilhelmshavener HV, den OHV Aurich, den VfL Fredenbeck oder den TSV Altenholz. Die HSG Varel-Friesland erreichte in diesen Jahren schwankende Platzierungen im Mittelfeld der Tabelle, bevor die Spielgemeinschaft – seit 2016 wieder als SG VTB/Altjührden – im Jahre 2017 in die Oberliga abstieg. In der Saison 2017/18 trat die SG VTB/Altjührden dann in der Oberliga Nordsee an und sicherte sich bereits drei Spieltage vor dem Ende der Saison den Wiederaufstieg in die 3. Liga. Dort spielte sie ein Jahr lang in der West-Staffel, stieg jedoch postwendend wieder ab. Als die folgende Saison in der Oberliga Nordsee aufgrund der weltweiten Corona-Pandemie im April 2020 abgebrochen wurde, rangierte die SG VTB/Altjührden auf Rang 4, hatte allerdings nur noch rechnerische Chancen auf die Meisterschaft und den Aufstieg. Zur Deckung finanzieller Verluste startete der Verein eine Crowdfunding-Aktion, die gut 16.000 Euro erzielte. Zwar konnte der Spielbetrieb der folgenden Saison im Oktober 2020 aufgenommen werden, aber nachdem durch zahlreiche pandemiebedingte Verlegungen, Absagen und Zwangspausen bis April 2021 lediglich eine sehr geringe Anzahl an Partien ausgetragen worden war, wurde auch diese Spielzeit – wie der gesamte niedersächsische Spielbetrieb im Amateur-Handball – abgebrochen. Als im August 2021 die Trennung vom Trainergespann Szwalkiewicz/Graeve bekannt gegeben und Patrice Giron als neuer Trainer präsentiert wurde, bedeutete dies den vierten Trainerwechsel der Mannschaft in gut vier Jahren. In der seit dem Ausbruch der Pandemie dann ersten wieder vollständig absolvierten Spielzeit, der Saison 2021/22, spielte die Mannschaft bis zum Ende um den Aufstieg mit, belegte in der Abschlusstabelle aber hinter der HSG Nienburg den zweiten Platz.
Den größten Erfolg dieser Jahre neben dem zwischenzeitlichen Aufstieg in die 3. Liga erreichte die SG/VTB Altjührden im Pokal: Zunächst konnte der Gewinn des gemeinsam von Niedersachsen und Bremen ausgespielten Landespokals verbucht werden. Beim Final-Four-Turnier in der heimischen Manfred-Schmidt-Sporthalle besiegte Altjührden im Finale die SG Börde Handball mit 19:12. Hiermit qualifizierte man sich für den DHB-Amateur-Pokal. Dessen aufgrund der Corona-Pandemie mehrfach verschobenes Finalturnier fand letztendlich erst im September 2021 statt. Dort unterlag die SG/VTB Altjührden im Finale der SG Langenfeld 92/72 zwar mit 19:22, qualifizierte sich damit aber erstmals seit zehn Jahren wieder für den DHB-Pokal, wo man in der zweiten Hauptrunde des Wettbewerbs 2021/22 dem Bergischen HC mit 18:36 unterlag.

## Spieler

### Kader der Saison 2022/2023
In der Saison 2022/2023 spielen folgende Spieler bei der SG VTB/Altjührden:
| Nr. | Nation      | Name                  | Position | Geburtsdatum | im Verein seit | letzter Verein          |
| --- | ----------- | --------------------- | -------- | ------------ | -------------- | ----------------------- |
| 1   | Deutschland | Finn-Luca Schwagereit | TW       | 04.04.1995   | 2019           | VfL Edewecht            |
| 4   | Deutschland | Nicholas Beck         | RA       |              | 2022           | HG Jever/Schortens      |
| 5   | Deutschland | Kai Schildknecht      | KM       | 16.12.1988   | 2018           | VfL Edewecht            |
| 6   | Deutschland | Markus Zindler        | RL       | 22.01.1997   | 2020           | Elsflether TB           |
| 8   | Deutschland | Helge Janßen          | KM       | 24.08.1984   | 1995           | eigene Jugend           |
| 9   | Slowakei    | Lukáš Kalafút         | RL       | 20.06.1987   | 2018           | Wilhelmshavener HV      |
| 11  | Deutschland | Kevin Langer          | RR/RA    | 12.12.1993   | 2014           | HSG Neuenburg/Bockhorn  |
| 14  | Deutschland | Till Feldmann         | RA       |              | 2021           | HG Jever/Schortens      |
| 15  | Deutschland | Jan Derk Janßen       | LA       | 05.12.1994   | 2021           | NHV Concordia Delitzsch |
| 16  | Deutschland | Lennart Suttner       | TW       | 09.05.1997   | 2021           | HG Jever/Schortens      |
| 21  | Deutschland | Hendrik Legler        | TW       | 21.05.1993   | 2022           | TV Cloppenburg          |
| 22  | Deutschland | Lasse Thünemann       | KM       | 22.12.1997   | 2017           | HC Bremen               |
| 23  | Deutschland | Kevin Straten         | LA       | 07.01.1994   | 2011           |                         |
| 29  | Deutschland | Renke Bitter          | RR       | 19.05.1991   | 2019           | VfL Edewecht            |
| 34  | Deutschland | Louis Kamp            | RL/RM    | 16.07.1992   | 2020           | TV Bissendorf-Holte     |
| 71  | Deutschland | Jonas Rohde           | RR       | 11.08.1997   | 2018           | VfL Fredenbeck          |

Trainer: Patrice Giron

### Bekannte ehemalige Spieler und Trainer
- Nikola „Niko“ Beslac (Aufstiegsspielertrainer 1984, später Cheftrainer der SG Hameln in der Bundesliga)
- Danilo Loncović (später u. a. als Co-Trainer der SG VfL/BHW Hameln deutscher Vizemeister)
- Reiner Witte (deutscher Nationaltorwart, 2008 bis 2014 Präsident des Ligaverbandes der Handball-Bundesliga)
- Jan Fegter (deutscher Nationalspieler, mit der SG Flensburg-Handewitt dreifacher Europapokalsieger, DHB-Pokalsieger und mehrfacher deutscher Vizemeister)
- Ralf Koring (langjähriger Spieler, mit der SG VfL/BHW Hameln deutscher Vizemeister)
- Barna-Zsolt Akacsos (früherer rumänischer Meister, Pokal- und Europapokalsieger sowie 34-facher Nationalspieler)
- Peter Kalafút (Aufstiegstrainer 1999)
- Jan-Philip Willgerodt (langjähriger Spieler, zwischenzeitlich mit der HSG Nordhorn-Lingen und dem TuS N-Lübbecke in der Bundesliga)[44]
- Johannes Bitter (deutscher Nationalspieler und Weltmeister 2007, mit dem HSV Hamburg Champions-League-Sieger, DHB-Pokalsieger und Deutscher Meister, mit dem SC Magdeburg EHF-Pokalsieger)
- Arek Blacha (langjähriger Spieler und Spielertrainer)
- Evgeny Vorontsov (2004 deutscher Handball-Juniorenmeister)
- Niels Bötel (später als Trainer mit der Frauenmannschaft des VfL Oldenburg DHB-Pokalsieger)
- Helge Janßen (bestritt zwischen 2002 und 2019 insgesamt 492 Punktspiele für die SG)[45][46]

### Trainerchronik
- 02/2020 bis 08/2021: Andreas Szwalkiewicz und Dennis Graeve[47][41]
- 01/2019 bis 01/2020: Christian Schmalz[48][49]
- 06/2017 bis 11/2018: Ivo Warnecke*[50][51]
- 10/2012 bis 05/2017: Andrzej Staszewski[52][53]
- 07/2011 bis 09/2012: Jörg Rademacher[53][54]
- 2005 bis 04/2011: Peter Kalafut[53][55]
- 2001 bis 2005: Arek Blacha*[53]
- 2000 bis 2001: Mikail Wassiljew[53]
- 2000: Spasoje „Mane“ Skercevic[53]
- 1995 bis 2000: Peter Kalafut[56][53]
- 02/1995 bis 05/1995: Bernd Finke[57][58]
- 1994 bis 02/1995: Nikola „Niko“ Beslac[59]
- 1993 bis 1994: Boreslaw Olejniczak[53]
- 1991 bis 1993: Wolfgang Blase[60][61]
- 12/1987 bis 1990: Nikola „Niko“ Beslac*[62][63]
- 1987 bis 12/1987: Heiko Osterthun[62]
- 10/1981 bis 1987: Nikola „Niko“ Beslac*[60]
- 1980 bis 10/1981 Hans Dieter Trosse[64][63][53]
- 1978 bis 1980: Milorad Reljic[65][66][53]
- 1974 bis 1978: Leopold „Leo“ Jeras*[65][53]

mit Sternchen (*) gekennzeichnete Trainer waren (teilweise) als Spielertrainer aktiv.

## Bemerkenswertes

### Erfolge
- Aufstieg in die 2. Handball-Bundesliga 1984 und 1999
- 3. Platz in der 2. Handball-Bundesliga 2001 und 2002
- Platz 8 in der Ewigen Tabelle der 2. Handball-Bundesliga
- Einzug in das Viertelfinale des DHB-Pokals 1986/87
- Gewinn des Landespokals Niedersachsen/Bremen 2019

### Statistiken
- höchster Sieg in der 2. Handball-Bundesliga: 33:12 gegen die SG Olympia Köln/Longerich (21. Februar 1988)[31]
- höchste Niederlage in der 2. Handball-Bundesliga: 8:34 gegen die SG VfL/BHW Hameln (10. März 1991)[31]
- meiste Tore in einem Spiel der 2. Handball-Bundesliga: 44 gegen den TSV Bremervörde (2. Mai 2009)[31]
- meiste Gegentore in einem Spiel der 2. Handball-Bundesliga: 43 gegen die TSV Hannover-Burgdorf (29. März 2009)[31]

### Trivia
- Das Publikum in der Manfred-Schmidt-Sporthalle steht traditionellerweise zu Beginn jedes Spiels auf und setzt sich erst, nachdem die SG VTB/Altjührden das erste Tor erzielt hat.
- Seit dem Weggang des langjährigen Publikumslieblings Arek Błacha wird die Rückennummer 13 nicht mehr vergeben.[67]
- In vielen Jahren verbrachte der THW Kiel sein Trainingslager in Varel und absolvierte dabei regelmäßig Testspiele gegen die SG VTB/Altjührden bzw. die HSG Varel.[68]